# Genneos Kolokotronis
Ioannis Kolokotronis (Ιωάνης Κολοκοτρώνης en grec), més conegut com a «Genneos» Kolokotronis (en grec: Γενναίος Κολοκοτρώνης), (illa de Zacint, 1803 - Atenes, 3 de juny de 1868) fou un polític grec, que exercí de Primer Ministre de Grècia entre el 7 de juny al 31 d'octubre de 1862, estant l'últim sota el regnat d'Otó I de Grècia.
Nascut en 1803 en una de les illes Jòniques, aleshores sota mandat britànic, va ser batejat a l'església local amb el nom de Ioannis Kolokotronis. Era fill de Theodoros Kolokotronis, líder d'un grup de partisans grecs que van lluitar contra els turcs i que operaven a l'Arcàdia. Des de molt jove, va entrar en el grup del seu pare, participant batudes i accions contra les tropes turques. Va combatre al centro de Grècia, quan es va desencadenar el 25 de març de 1821 la Guerra d'Independència grega, guanyant-se el sobrenom de «Genneos» (valent).
Quan Grècia es va convertir, l'any 1832, en un regne independent sota el ceptre d'Otó de Baviera, Genneos Kolokotronis va ser nomenat pel nou sobirà el seu ajudant de camp. El 7 de juny de 1862, el Govern d'Athanàsios Miaülis va ser derrotat a les eleccions generals, Genneos Kolokotronis va ser escollit com el nou primer ministre pel monarca. Sota el seu govern es va organitzar el 10 d'octubre de 1862, el cop militar que va deposar del tron, al rei Otó, preparant l'arribada al poder del príncep danès Guillem de Schleswig- Holstein- Sonderburg - Glücksburg, que va ascendir al tron amb el nom de Jordi I de Grècia.